# Arsenek galu
Arsenek galu, GaAs – nieorganiczny związek chemiczny galu i arsenu.
Związek ten jest otrzymywany syntetycznie na potrzeby m.in. przemysłu elektronicznego ze względu na swoje właściwości półprzewodnikowe. Drugi obecnie po krzemie (Si) materiał najczęściej wykorzystywany w mikro- i optoelektronice oraz technice mikrofalowej.
Arsenek galu wykazuje większą od krzemu odporność na działanie promieniowania elektromagnetycznego. Urządzenia elektroniczne oparte na GaAs mogą pracować z częstotliwościami przekraczającymi 250 GHz.
Parametr półprzewodnictwa – przerwa energetyczna (w temperaturze 300 K) wynosi 1,424 eV.

## Zastosowanie
Arsenek galu stosuje się m.in. w produkcji:
- szybko reagujących cyfrowych i analogowych układów scalonych
- diod
- laserów
- baterii słonecznych
- fotodetektorów
- czujników pola magnetycznego
- sond biomedycznych